# Tercera dinastia d'Ur

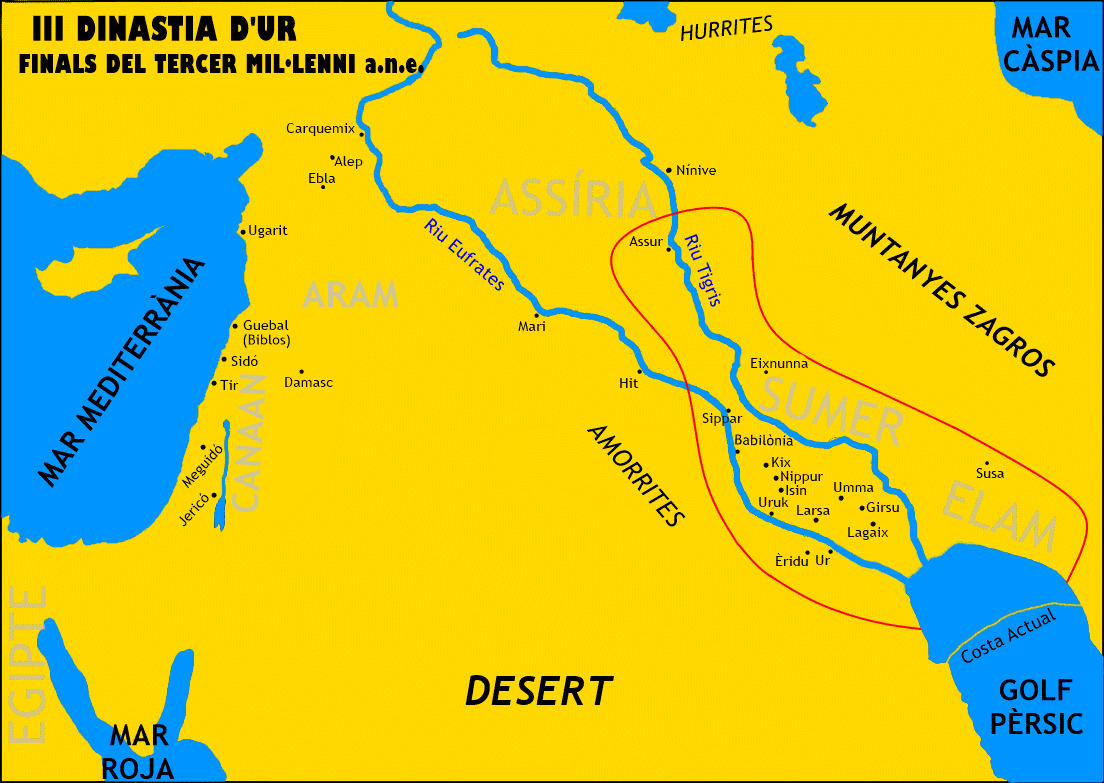
Territoris controlats per la Tercera Dinastia d'Ur.

La Tercera Dinastia d'Ur va ser la culminació del Renaixement Sumeri començat per Gudea de Lagaix. Va ser una dinastia que va exercir l'hegemonia a Sumer entre 2112-2004 a.n.e., segons la cronologia mitjana, o entre 2048-1940 a.n.e., segons la cronologia curta, amb centre a Ur i que va establir un imperi conegut com a Imperi neosumeri o Ur III, segons els historiadors de l'època.
Lagaix, que feia un temps que s'hi imposava a la zona, va perdre la seva força en favor de la ciutat d'Uruk. El seu rei, Utukhengal, tenia la idea de formar una coalició amb algunes ciutats veïnes per tal d'expulsar els gutis que havien estat els principals responsables de la caiguda de l'Imperi Accadi i encara habitaven la zona. Finalment, els gutis són expulsats de la Baixa Mesopotàmia i el governador d'Ur, Ur-Nammu, es va rebel·lar contra Utukhengal i s'anomenà a si mateix Rei de Sumer i Accad
El primer que va fer Ur-Nammu, després de controlar les ciutats més properes, va ser reformar l'administració i la burocràcia de tota la Baixa Mesopotàmia i substituir les dinasties locals de les ciutats dominades per funcionaris afins que en feien de governadors (ensi). Ur-Nammu va construir el famós zigurat d'Ur. A més, va unificar els pesos i unitats de longitud, mesura que ja havia adoptat Sargon al seu dia. També va envoltar Ur d'imponents muralles i renovar i ampliar el seu port. Quan va morir va deixar un regne sòlid i estable.
Per les tauletes conservades, se sap que durant aquest període es va establir un bon sistema tributari, amb centres de distribució centralitzats on cada província hi posava la seva contribució, i s'integraven els centres de les províncies en un nucli unificat. Hi havia centres de producció estatals, sobretot d'indústria tèxtil, que donava feina a moltes dones i nens, fabricant robes de llana i lli, algunes de molt bona elaboració. S'elaboraven rotlles de metall (d'or, de plata, de bronze i de coure) com a reserva, amb un pes estàndard, que quan calia es tallaven i pesaven per fer els pagaments. Els esclaus treballaven les terres, i es venien si es venia la finca. Les persones lliures podien ser obligades a treballar a canvi de les terres que se'ls havien concedit o per les racions de menjar, o bé formaven quadrilles de treballadors assalariats.
La dinastia va estar composta pels següents reis:
- Ur-Nammu: 18 anys.
- Xulgi: 46 anys.
- Amar-Sina: 9 anys
- Xu-Sin: 9 anys.
- Ibbi-Sin: 24 anys.

Els primers quatre reis de la Tercera dinastía d'Ur van donar molta estabilitat al regne de Sumer, i Babilònia va viure un llarg període de pau i prosperitat. Cap al final d'aquest període van començar les invasions de diverses tribus d'amorreus, d'origen semita, que va ser molt nombrosa. Es conserva correspondència entre l'últim rei, Ibbi-Sin i un governador militar de Mari, Ixbi-Erra (que després va ser rei de Sumer), que demanava poders especials perquè els nòmades amorreus havien traspassat la muralla dels martu, construïda per defensar-se de les tribus nòmades i conquerien les fortaleses del país. I també els continuats conflictes amb Elam, que van conduir als elamites a atacar la ciutat d'Ur ajudats per tribus procedents de Sua. La destrucció de la ciutat va posar fi a la Tercera dinastia d'Ur. Tot seguit serien les ciutats d'Isin i Larsa les que lluitarien per l'hegemonia de la Baixa Mesopotàmia, fins l'arribada de Hammurabi de Babilònia, que establiria l'Imperi paleobabilònic.